# Olenoides
Ne doit pas être confondu avec Olenelloides.
Genre
Olenoides est un genre de trilobites qui mesurait jusqu'à 10 cm de long. Il vivait au Cambrien en Amérique du nord, au Groenland et en Russie.

## Description

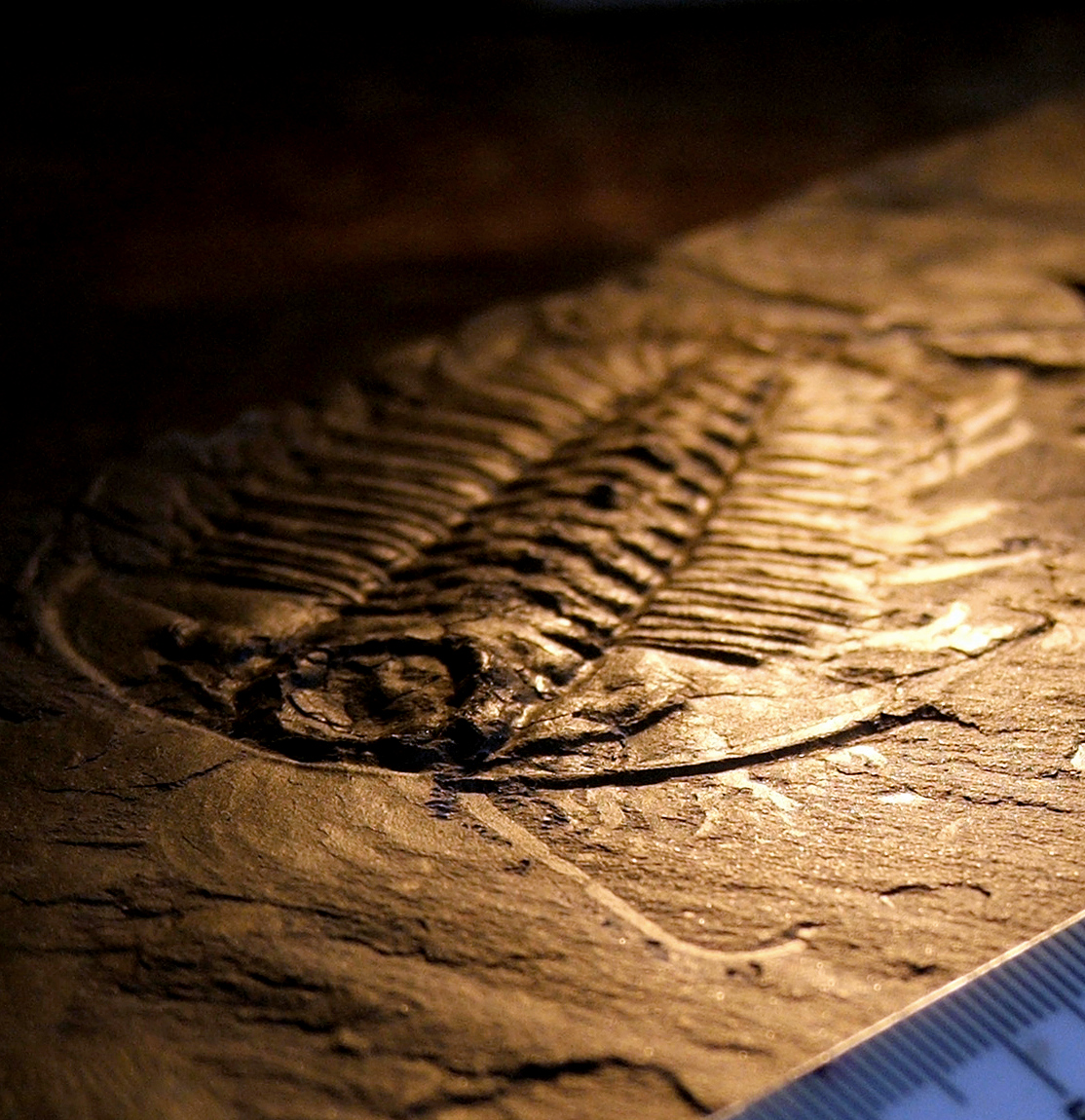
Olenoides serratus des schistes de Burgess. En lumière rasante, on observe une des antennes et certains des appendices biramés qui apparaissent sous forme d'un film carboné brillant.

Des spécimens très bien conservés dans les schistes de Burgess au Canada montrent, sous forme d'un film carboné, leurs longues antennes incurvées et leurs pattes (voir photo ci-contre). Ses pattes étaient garnies à leur base d’une série d'épines destinées à capturer les proies et les amener vers la bouche. Ses membres minces nous indiquent qu’il ne s’agit pas d’un nageur. C'était un prédateur et un extracteur actif se déplaçant sur les fonds marins boueux. Les traces fossilisées qu'il a laissées dans les sédiments inférieurs prouvent qu'il a rampé dans les fonds et a creusé à la recherche de nourriture. Les parties molles des fossiles d'Olenoides sont parfois très bien préservées, montrant des membres, des traces d'intestin, et d'autres tissus mous, ce qui permit d’en faire une description détaillée du plus connu des trilobites.